# Melanargia extrema
Melanargia extrema är en fjärilsart som beskrevs av Hermann Stauder 1920. Melanargia extrema ingår i släktet Melanargia och familjen praktfjärilar. Inga underarter finns listade i Catalogue of Life.